# Люка Тусар
Люка Тусар (фр. Lucas Tousart, нар. 29 квітня 1997, Аррас) — французький футболіст, півзахисник клубу «Уніон» (Берлін).

## Клубна кар'єра
Народився 29 квітня 1997 року в місті Аррас. Вихованець футбольних шкіл «Дю Пеї Ріньякуа» та «Родез». У 2013 році увагу на Тусара звернув «Валансьєн», який привів його в свою академію, а наступного року уклав з ним контракт.
У другій половині сезону 2014/15 Тусар заявлений за першу команду. 24 січня 2015 року відбувся його професійний дебют у поєдинку Ліги 2 проти «Тура», де він відіграв весь матч.
Сезон 2015/16 Тусар почав у складі «Валансьєна» у другій лізі, проте в серпні 2015 року права на футболіста придбав «Ліон», підписавши з ним п'ятирічний контракт. 5 грудня 2015 року він дебютував у Лізі 1 у поєдинку проти «Анже», вийшовши у стартовому складі і був замінений на 61-й хвилині Клеманом Греньє. Станом на 3 лютого 2020 року відіграв за команду з Ліона 109 матчів у національному чемпіонаті.
27 січня 2020 року берлінська «Герта» викупила контракт Тусара за 25 мільйонів євро й одразу віддала гравця в оренду назад до «Ліона» до кінця сезону.

## Виступи за збірні
2015 року дебютував у складі юнацької збірної Франції, разом з якою став півфіналістом юнацького чемпіонату Європи 2015 року, а наступного року виграв цей турнір, ставши юнацьким чемпіоном і забивши один з голів у фінальному матчі з італійцями (4:0) і був включений у символічну збірну турніру. Всього взяв участь у 21 іграх на юнацькому рівні, відзначившись одним забитим голом.
В період 2016-2021 років залучався до складу молодіжної збірної Франції. На молодіжному рівні зіграв у 32 офіційних матчах, забив 2 голи.

## Статистика виступів

### Статистика клубних виступів
| Сезон                  | Команда                | Чемпіонат              | Чемпіонат | Чемпіонат | Національний кубок | Національний кубок | Національний кубок | Континентальні кубки | Континентальні кубки | Континентальні кубки | Інші змагання | Інші змагання | Інші змагання | Усього | Усього |
| Сезон                  | Команда                | Ліга                   | Ігор      | Голів     | Ліга               | Ігор               | Голів              | Ліга                 | Ігор                 | Голів                | Ліга          | Ігор          | Голів         | Ігор   | Голів  |
| ---------------------- | ---------------------- | ---------------------- | --------- | --------- | ------------------ | ------------------ | ------------------ | -------------------- | -------------------- | -------------------- | ------------- | ------------- | ------------- | ------ | ------ |
| 2014–15                | «Валансьєнн»           | Л2                     | 17        | 0         | КФ+КЛ              | 1+0                | 0                  |                      | -                    | -                    |               | -             | -             | 18     | 0      |
| 2015–16                | «Валансьєнн»           | Л2                     | 1         | 0         | КФ+КЛ              | -                  | -                  |                      | -                    | -                    |               | -             | -             | 1      | 0      |
| Усього за «Валансьєнн» | Усього за «Валансьєнн» | Усього за «Валансьєнн» | 18        | 0         |                    | 1                  | 0                  |                      | -                    | -                    |               | -             | -             | 19     | 0      |
| 2015–16                | «Ліон»                 | Л1                     | 1         | 0         | КФ+КЛ              | -                  | -                  | ЛЧ                   | -                    | -                    |               | -             | -             | 1      | 0      |
| 2016–17                | «Ліон»                 | Л1                     | 22        | 1         | КФ+КЛ              | 2+1                | 0                  | ЛЧ+ЛЄ                | 1+7                  | 0+1                  | -             | -             | -             | 33     | 2      |
| 2017–18                | «Ліон»                 | Л1                     | 37        | 0         | КФ+КЛ              | 4+0                | 0                  | ЛЄ                   | 9                    | 0                    | -             | -             | -             | 50     | 0      |
| 2018–19                | «Ліон»                 | Л1                     | 30        | 0         | КФ+КЛ              | 4+1                | 0                  | ЛЧ                   | 7                    | 1                    | -             | -             | -             | 10     | 0      |
| Усього за «Ліон»       | Усього за «Ліон»       | Усього за «Ліон»       | 90        | 1         |                    | 12                 | 0                  |                      | 24                   | 2                    |               | -             | -             | 126    | 3      |
| Усього за кар'єру      | Усього за кар'єру      | Усього за кар'єру      | 108       | 1         |                    | 13                 | 0                  |                      | 24                   | 2                    |               | -             | -             | 145    | 3      |